# Macromidia donaldi
Macromidia donaldi är en trollsländeart som först beskrevs av Fraser 1924.  Macromidia donaldi ingår i släktet Macromidia och familjen skimmertrollsländor. IUCN kategoriserar arten globalt som livskraftig. Inga underarter finns listade i Catalogue of Life.